# 烏尖連峰
烏尖連峰為台灣北部大屯山系南側一系列露出巨石的連峰，位於台北市北投區，為大砲岩、丹鳳岩、熱海岩場、軍艦岩、唭哩岸山、烏尖連山這幾座山峰從日治時開始使用的名稱。分支山股亦有奇岩山、東華山等小山，位處於台北市軍艦岩親山步道範圍，是熱門的健行路線。